# Канале (Ређо ди Калабрија)
Канале је насеље у Италији у округу Ређо ди Калабрија, региону Калабрија.
Према процени из 2011. у насељу је живело 104 становника. Насеље се налази на надморској висини од 252 м.